# アンナ・マリア・ホースフォード
アンナ・マリア・ホースフォード（Anna Maria Horsford、1948年3月6日 - ）は、アメリカ合衆国の女優。

## 出演作品
- New Girl / ダサかわ女子と三銃士 シーズン2
- マイファミリー・ウェディング
- コールドケース７　ザ・ファイナル
- ザ・シールド ルール無用の警察バッジ シーズン7
- ラスベガス シーズン5
- アントラージュ★オレたちのハリウッド シーズン3
- グレイズ・アナトミー3
- ギャングスターズ　明日へのタッチダウン
- 橋の向こうに
- ザ・シールド ルール無用の警察バッジ シーズン4
- アントラージュ★オレたちのハリウッド シーズン2
- グレイズ・アナトミー 恋の解剖学
- スパイダー
- ビー・バッド・ボーイズ
- ナッティ・プロフェッサー2 クランプ家の面々（デニースの母）
- ゴッド・エージェント
- ＫＩＳＳ／欲望の罠
- ｆｒｉｄａｙ
- ベビー・ブローカー
- 推定無罪
- ＮＹストリート・スマート
- 心みだれて
- クラッカーズ／警報システムを突破せよ!
- 殺しのファンレター
- マイノリティ・リポート
- 素晴らしき日
- モエシャ
- SET IT OFF
- セント・エルモス・ファイアー
- ガイディング・ライト